# لوري وليامز (لاعب كرة قدم)
لوري وليامز (بالإنجليزية: Laurie Williams)‏ (16 نوفمبر 1948 - ) هو مدرب كرة قدم ولاعب كرة قدم بريطاني في مركز حراسة المرمى. لعب مع نادي دمبرتون ونادي دندي ونادي ماذرويل ونادي غرينوك مورتون.